# West Bend (Wisconsin)
West Bend ist eine Stadt (mit dem Status Stadt) und Verwaltungssitz des Washington County im US-amerikanischen Bundesstaat Wisconsin. Das U.S. Census Bureau ermittelte bei der Volkszählung 2020 eine Einwohnerzahl von 31.752.
West Bend ist Bestandteil der Metropolregion Milwaukee.

## Geografie
West Bend liegt beiderseits des Milwaukee River auf 43°25'17" nördlicher Breite und 88°10'58" westlicher Länge. Die Stadt erstreckt sich über 33,02 km², die sich auf 32,51 km² Land- und 0,51 km² Wasserfläche verteilen.
Westlich des Stadtzentrums verläuft in Nord-Süd-Richtung der vierspurig ausgebaute U.S. Highway 45. In der Stadtmitte treffen die Wisconsin Highways 33 und 144 sowie eine Reihe untergeordneter Straßen zusammen.
Durch West Bend führt auch eine von Milwaukee kommende in nordwestlicher Richtung verlaufende Bahnlinie der Union Pacific Railroad.
Die nächstgelegenen größeren Städte sind Milwaukee (54,5 km südöstlich), Waukesha (52,5 km südlich), Wisconsins Hauptstadt Madison (120 km westsüdwestlich), Fond du Lac (48,3 km nordwestlich), Green Bay (147 km nördlich) sowie Sheboygan (60,6 km nordöstlich) und Port Washington (24,4 km östlich) am Michigansee. 

## Geschichte
Vor der Ankunft weißer Siedler lebten im Gebiet der heutigen Stadt wie im gesamten südöstlichen Wisconsin Indianer der Stämme Potawatomi und Menominee.
Im Jahr 1845 genehmigte das Parlament des Wisconsin-Territoriums den Bau einer Straße von Milwaukee nach Fond du Lac. Die Verantwortlichen für den Bau der Straße suchten einen geeigneten Standort für einen Rastplatz für die Reisenden auf der Hälfte des Weges und fanden diesen an der Stelle der heutigen Stadt West Bend. Mit zunehmendem Verkehr verstärkte sich auch die Nutzung des Rastplatzes, um den herum sich allmählich eine Ansiedlung entwickelte. Der Name des Ortes spielt auf den westlichen Quellfluss des Milwaukee River (engl.: West Bend) an, der an dieser Stelle überquert wird. Der Fluss diente auch zur Energieerzeugung für Mühlen und Sägewerke. 1873 kam die Eisenbahn nach West Bend, wodurch noch mehr Siedler, insbesondere aus Deutschland kamen. Gleichzeitig begann die Industrialisierung der Region. In dieser Zeit wuchs die Siedlung schnell und so wurde ihr 1885 der Status City verliehen.

### Village of Barton
1845 fand der Siedler Barton Salisbury wenige Kilometer oberhalb der heutigen Stadt eine Stelle, an der der Fluss genügend Gefälle bot, sodass er dort eine Sägemühle errichtete. Allmählich entstand so der Ort Barton, der im Jahr 1961 in die Stadt West Bend eingemeindet wurde.

## Bevölkerung
Nach der Volkszählung im Jahr 2010 lebten in West Bend 31.078 Menschen in 12.769 Haushalten. Die Bevölkerungsdichte betrug 956,2 Einwohner pro Quadratkilometer. In den 12.769 Haushalten lebten statistisch je 2,39 Personen. 
Ethnisch betrachtet setzte sich die Bevölkerung zusammen aus 94,8 Prozent Weißen, 1,0 Prozent Afroamerikanern, 0,4 Prozent amerikanischen Ureinwohnern, 0,8 Prozent Asiaten sowie 1,4 Prozent aus anderen ethnischen Gruppen; 1,7 Prozent stammten von zwei oder mehr Ethnien ab. Unabhängig von der ethnischen Zugehörigkeit waren 3,9 Prozent der Bevölkerung spanischer oder lateinamerikanischer Abstammung. 
24,7 Prozent der Bevölkerung waren unter 18 Jahre alt, 60,7 Prozent waren zwischen 18 und 64 und 14,6 Prozent waren 65 Jahre oder älter. 51,7 Prozent der Bevölkerung war weiblich.
Das mittlere jährliche Einkommen eines Haushalts lag bei 54.579 USD. Das Pro-Kopf-Einkommen betrug 27.373 USD. 8,8 Prozent der Einwohner lebten unterhalb der Armutsgrenze.

## Wirtschaft
Obwohl heute viele Bewohner von West Bend in den Nachbarkommunen arbeiten, hat West Bend auch eine Dienstleistungs- und Industriegeschichte. Die noch heute bestehende Versicherungsgesellschaft West Bend Mutual Insurance Company wurde 1894 in West Bend gegründet. Die West Bend Savings Bank, die 2009 mit der Continental Savings Bank zur Westbury Bank fusionierte, entstand 1926. 1911 gründete Bernhardt C. Ziegler die West Bend Aluminium Company, die bis 2003 als West Bend Company bestand. 1915 eröffnete Robert H. Rolf in der Innenstadt von West Bend eine Lederwarengeschäft, das sich unter dem Namen Amity Leather zu einem der größten Hersteller von Brieftaschen entwickelte. Das Unternehmen verließ im Jahr 1996 die Stadt und siedelte sich in Übersee an. 1949 begann in einer Garage in West Bend die Geschichte der Druckerei Serigraph, Inc., die heute weltweit tätig ist. Die 1859 in West Bend gegründete Gehl Company, ein Hersteller von Land- und Baumaschinen, ist auch heute noch in West Bend ansässig.

## Partnerstädte
- Pasardschik, Bulgarien
- Heppenheim, Deutschland
- Aisho, Japan

## Persönlichkeiten
- Samuel S. Barney (1846–1919) – Abgeordneter des US-Repräsentantenhauses (1895–1903) – lebte als Student in West Bend
- Ward Christensen – Entwickler von CBBS der ersten Mailbox-Software – geboren in West Bend
- John DeMerit (geb. 1936) – Baseballspieler (MLB – Milwaukee Braves, New York Mets) – geboren in West Bend
- Fred H. Hildebrandt (1874–1956) – Abgeordneter des US-Repräsentantenhauses (1933–1939) – geboren in West Bend
- Ken Jungels (1916–1975) – Baseballspieler (MLB – Cleveland Indians, Pittsburgh Pirates) – gestorben in West Bend
- Florian Lampert (1863–1930) – Abgeordneter des US-Repräsentantenhauses (1818–1930) – geboren in West Bend
- Andrew P. O’Meara (1907–2005) – General  der US-Armee – geboren in West Bend
- Ryan Rohlinger (geb. 1983) – Baseballspieler (MLB – San Francisco Giants) – geboren in West Bend
- Richard W. Rolfs (1923–2022) – Jesuit und Historiker – geboren in West Bend
- Dave Steckel (geb. 1982) – Eishockeyspieler (NHL – Washington Capitals)
- Robert Wentorf (1926–1997) – Chemieingenieur – geboren in West Bend